# Амаранти (Пиауи)

Амаранти на карте штата.

Амаранти (порт. Amarante) — муниципалитет в Бразилии, входит в штат Пиауи. Составная часть мезорегиона Северо-центральная часть штата Пиауи. Входит в экономико-статистический микрорегион Медиу-Парнаиба-Пиауиенси. Население составляет 17 135 человек на 2010 год. Занимает площадь 1155,205 км². Плотность населения — 14,83 чел./км².

## Демография
Согласно сведениям, собранным в ходе переписи 2010 г. Национальным институтом географии и статистики (IBGE), население муниципалитета составляет:
| Полное население                               | Полное население                               | Полное население                               | Полное население                               | 17 135 |
| ---------------------------------------------- | ---------------------------------------------- | ---------------------------------------------- | ---------------------------------------------- | ------ |
| в том числе:                                   | Городское население                            | 8772                                           | Процент городского населения, %                | 51,19  |
|                                                | Сельское население                             | 8363                                           | Процент сельского населения, %                 | 48,81  |
|                                                | Мужское население                              | 8317                                           | Процент мужского населения, %                  | 48,54  |
|                                                | Женское население                              | 8818                                           | Процент женского населения, %                  | 51,46  |
| Плотность населения, чел/км²                   | Плотность населения, чел/км²                   | Плотность населения, чел/км²                   | Плотность населения, чел/км²                   | 14,83  |
| Население муниципалитета в % к населению штата | Население муниципалитета в % к населению штата | Население муниципалитета в % к населению штата | Население муниципалитета в % к населению штата | 0,55   |

По данным оценки 2016 года, население муниципалитета составляет 17 312 жителей.

## Статистика
- Валовой внутренний продукт на 2003 год составляет 23 858 971,00 реалов (данные: Бразильский институт географии и статистики).
- Валовой внутренний продукт на душу населения на 2003 год составляет 1401,33 реалов (данные: Бразильский институт географии и статистики).
- Индекс развития человеческого потенциала на 2000 год составляет 0,630 (данные: Программа развития ООН).